# مارگوس ساهکنا
مارگوس ساهکنا (استونیایی: Margus Tsahkna؛ زادهٔ ۱۳ آوریل ۱۹۷۷) سیاست‌مدار اهل استونی است که هم‌اکنون به‌عنوان وزیر امور خارجه استونی فعالیت می‌کند. وی از ۲۰۱۵ تا ۲۰۱۶ وزیر حمایت اجتماعی و سال ۲۰۱۶ تا ۲۰۱۷ وزیر دفاع بوده است.

## اوایل زندگی
ساهکنا پس از پایان دوره دبیرستان در تارتو در سال ۱۹۹۵، به دانشگاه تارتو رفت و از سال ۱۹۹۶ تا ۲۰۰۲ به تحصیل در رشته الهیات و حقوق و از سال ۱۹۹۹ تا ۲۰۰۰ در دانشگاه تورنتو به تحصیل در رشته حقوق بین‌الملل پرداخت.

## زندگی شخصی
مارگوس ساهکنا به روسی، استونیایی و انگلیسی صحبت می‌کند. او با آنا گرتا ساهکنا ازدواج کرده و دارای چهار فرزند است.